# Baraçal (Sabugal)
Baraçal is een plaats (freguesia) in de Portugese gemeente Sabugal en telde (in 2001) 242 inwoners.